# 64式7.62mm小銃
64式7.62mm小銃 (ろくよんしき7.62ミリしょうじゅう、英語: Howa Type 64 Rifle) は、主に陸海空の各自衛隊と海上保安庁で使用されている自動小銃。

## 概要

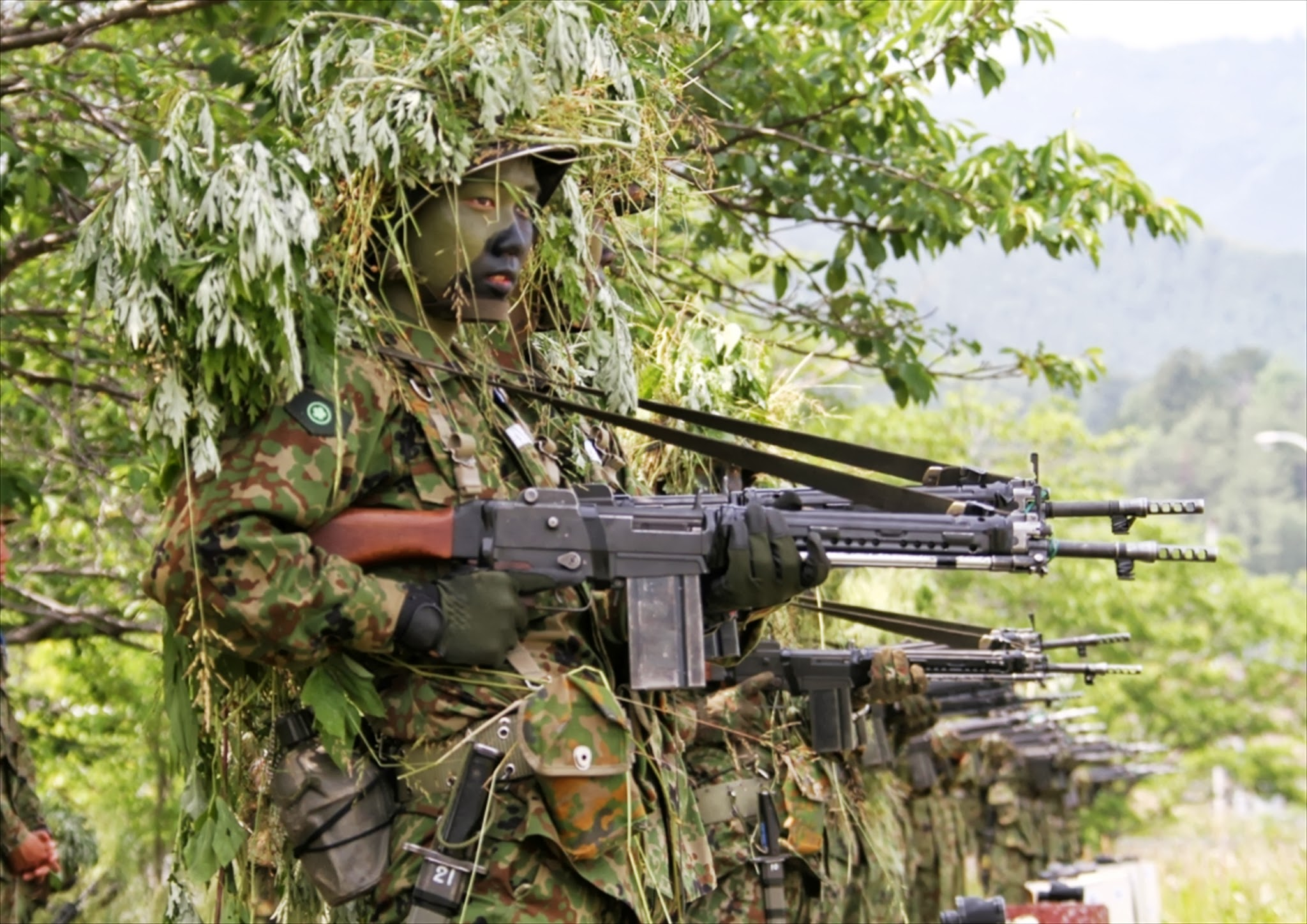
64式7.62mm小銃を抱える自衛官候補生(2013年撮影)
ビニールテープや針金で脱落防止が施されている

1964年に制式採用された戦後初の国産小銃(バトルライフル)である。開発と製造は豊和工業が担当し、自衛隊と海上保安庁で採用された。
日本人の体格を考慮した設計となっており、命中精度を高めるために二脚を標準装備する。また、連発時の命中精度向上を図るため、緩速機構による発射速度を意図的に低減したり、横ブレ・振動を防ぐ部品形状・配置を採用するなどした。1984年度における製造単価は約17万円。弾倉はダブルカラム(複列)式で最大装弾数は20発。
弾薬は、有事の際の在日米軍との共用を考慮し、アメリカ軍が当時配備していたM14と同規格の、いわゆるフルサイズ小銃弾の一種である7.62x51mm弾を使用した。この弾薬は反動が強くフルオート射撃に向かないため、フルオート射撃時は装薬を10%減らして反動を抑えた減装弾を使用する。この7.62mm弾の採用は、当時採用されたばかりだった62式7.62mm機関銃との弾薬の統一化も意図されていた。
制式採用後、九九式短小銃や、アメリカ軍から供与されていたM1騎銃や7.62mm小銃M1を更新する形で配備が行われ、230,000丁以上が製造された。また、陸上自衛隊では狙撃銃としても運用された。

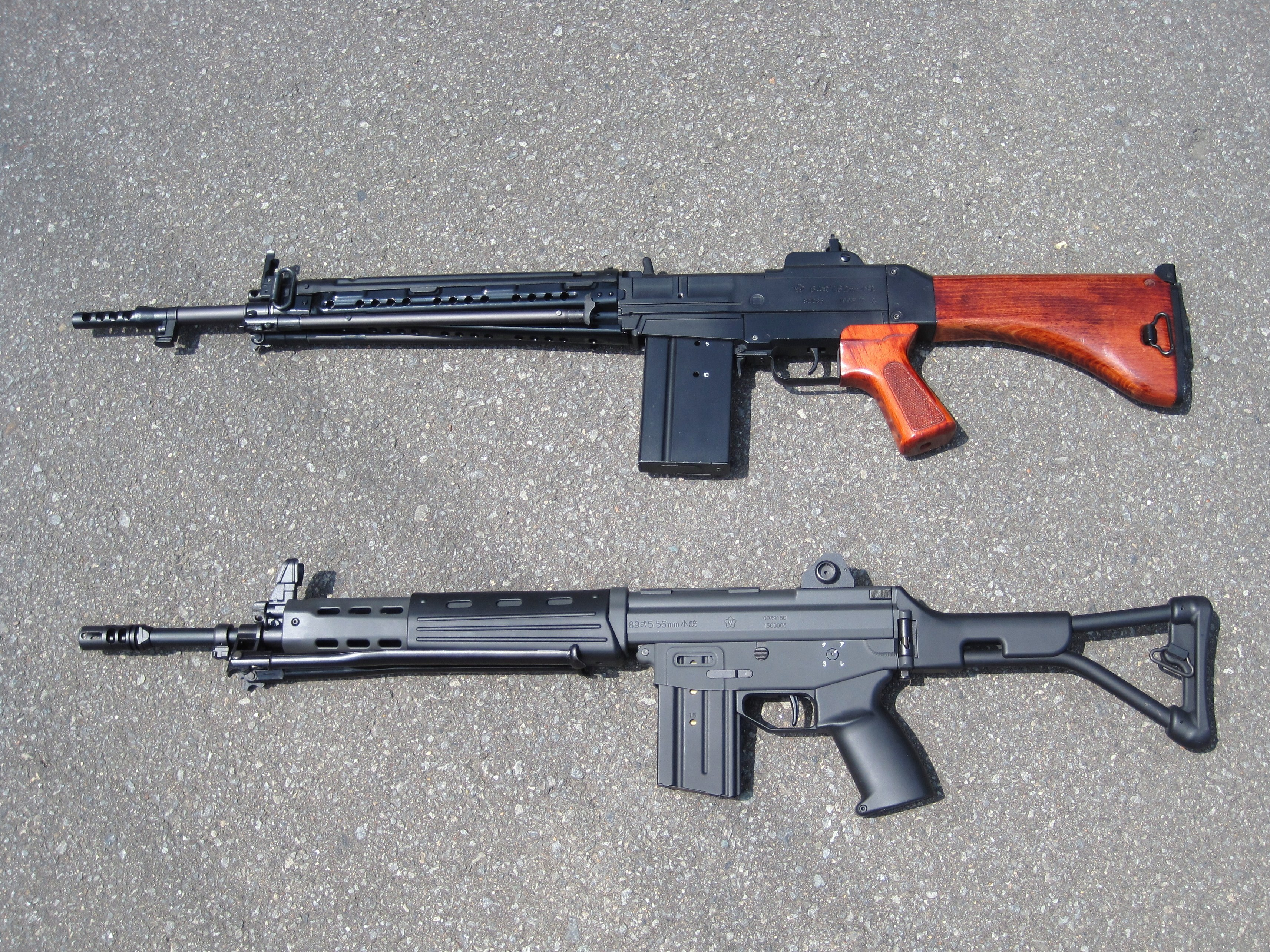
ともに遊戯銃の64式7.62mm小銃(上)と89式5.56mm小銃(下)を並べる

後継小銃の89式5.56mm小銃の採用をもって製造を終了した。陸上自衛隊では更新をほぼ完了し、一部部隊では新型の20式5.56mm小銃 が配備されている。一方で予備自衛官用装備や海上自衛隊と航空自衛隊の自衛用装備としては、そのまま主力の小銃として使用された。2020年代に入ると予備自衛官の訓練用小銃としても89式5.56mm小銃が行き渡り、64式小銃は使用されなくなった。

## 開発経緯
64式の開発には、九九式短小銃の開発・製造を行った豊和工業が担当し、新中央工業(現・ミネベアミツミ)の岩下賢蔵や技術研究本部の津野瀬光男、日本製鋼所と陸上幕僚監部武器課の顧問を兼任していた銅金義一元陸軍少将など、戦前戦中に銃器開発に関わり、四式自動小銃を手掛けたメンバーによって進められた。

### 前史
1950年10月、警察予備隊の発足に伴いアメリカ軍よりM1騎銃が供与された。これが警察予備隊にとって初めての小銃となった。翌年1951年3月からは7.62mm小銃M1が配備され、1952年には増員に伴って3万5,000人分の火器が不足したことから、アメリカ側が接収していた旧日本軍の九九式短小銃が供与された。
M1騎銃は、第二次世界大戦と朝鮮戦争で使用されていた中古品であることから様々な程度で故障が発生していた。一方、九九式は制式型、戦時型、二式小銃などの部品が入り混じり互換性を失っていた上、弾薬統一のために.30弾薬M2を使用できるように改造したことで、その本体重量の軽さ(M1ガーランドに比べ12%軽い)も相まって反動が増加していた。現場では既に、「安全装置を掛けていても、引き金を引くと発火する」「発砲中に銃身が割れる」といった問題が多発していた。
新小銃(後の64式)の開発が行われている最中の1961年には、検査のために500挺の九九式が豊和工業に持ち込まれた。九九式の開発に関わり、64式の開発を手掛けていた岩下賢蔵も加わって行われた検査の結果、合格した個体の数は、遊底、撃針、安全子についてはゼロ、尾筒は2個、撃針止バネは37個であり、銃として満足できるものは1挺もなかった。この結果を報告された陸上幕僚監部は、即刻九九式の射撃禁止措置をとった。
このような小銃の不統一と旧式化から、新小銃採用の動きが出始めることとなる。

### 国産小銃の開発
1957年、防衛庁(当時)は、アメリカ軍から供与され使用していた7.62mm小銃M1や九九式短小銃などの後継種として国産小銃の開発を計画し、新型小銃の研究を技術研究本部で開始した。また、同時期に60式12.7mmスポットライフルの開発も手掛けていた豊和工業は、技本と連携をとって新小銃の自社開発をスタートさせることを決めた。なお、小銃開発の機運が高まってくると、それを嗅ぎつけた各商社から、開発ではなく輸入をと海外の自動小銃のパンフレットや仕様書が多数送られてきたという。だが、これら海外製アサルトライフルは体の小さな日本人向けとは言えなかったことから、日本独自のライフルを設計・生産する方向へと向かった。
開発開始に先立つ1955年、陸上幕僚監部のオペレーションズ・リサーチ班は、全国4,000ヶ所に及ぶ戦場適地を研究し、見通し線の距離を調査して、自衛隊が求めるべき小銃の所要有効射程を算出した。また、開発にあたっては、日本軍が敵側の自動小銃に苦しめられた教訓に基づき、M1ガーランド、M1カービン、M14、BARのほか、ソビエト連邦のSKSカービンや、日中戦争で使用されたチェコ製ZB26軽機関銃の実物などを購入して参考にした。
開発に携わった防衛庁の津野瀬光男ら制服組が抱いた自動小銃のイメージは、小型・軽量・低反動の低発射速度で連発命中の優れたアサルトライフルであった。これらの要求は物理的に相反するものばかりであったが、これらの条件を比較的満たす銃として明地力陸将(当時)がヨーロッパ視察の際に自らの手で射撃したセトメ・ライフルが存在した。セトメの優れた点は、小口径とNATO弾よりも弱い実包を使用し、発射反動を極力抑えて銃口のジャンプを防止し、大きな遊底で前進後退の時間を遅らせるところにあった。
1957年10月、ガス圧式を採用した「R1型」と遅延反動式の「R2型」の製作図が完成した。津野瀬が設計したR1型はセトメを参考にした引金機構を用い、遊底部を前部後部に分け、銃床は直銃床を採用した。自動・半自動に切り替えが可能で、20発入り箱型弾倉を使用する。R2型はピダーセン自動小銃(試製自動小銃・甲)の再現を夢見ていた岩下が設計を行い、会議で中止が決まっていた遅延反動式を採用、特殊カムを使用した単純な構造と板金を用いた引金機構を使用した。
だが、両試作銃の完成が翌1958年3月と見込まれていたにもかかわらず、1957年12月になっても性能試験に必要なNATO弾の入手ができていなかった。

### 7.62mm NATO弾
使用を予定していた7.62mm NATO弾の正規ルートを通じての実包の現物支給や図面譲渡では間に合わないと判断され、陸幕武器課を通じて演習に来ていたアメリカ海兵隊からM14用に用意していた10発のNATO弾を譲り受けることとなった。この10発は弾薬メーカーの東洋精機(現・三井精機工業)に渡り、研究が開始された。それでも、日本にとっては初めてとなる球状薬(ボールパウダー)が使用されていたこともあり、試作の第1段階には間に合わないと判断された。試作銃は薬室を残して加工が進められていたため、第1ロットの実包は管状薬を採用することに決まった。
1958年3月にR1型とR2型が予定通り完成し、性能試験が開始された。しかし、試作銃の射撃に問題が発生しても、銃本体の問題なのか実包に問題があるのか分からない場面が発生するという、銃・弾丸の同時開発の弊害ともいうべき問題が多発した。やがて球状薬を用いた実包が完成すると、今度は圧力が高いために薬莢が薬室に張り付くという焼き付き現象を起こして、抽筒機能が得られなかった。度重なる実験・試験の結果、銃身の肉厚に問題があることが判明し、銃身外径は34mmが最も良いことがわかった。銃身外径を改めた結果、焼き付きは見られなくなり、飛躍的に抽筒機能が向上した。また、同時期に同じく弾薬が入手できなかったために、12.7mm重機関銃M2の弾薬を流用して開発が行われていた日特金属工業株式会社(現・住友重機械工業)の新機関銃(後の62式7.62mm機関銃)にも、7.62mm NATO弾を採用することが決定した。ちなみにこの時、R1型・R2型の試験で得られた銃身外径34mmの情報が日特金属にもたらされているが、採用はされなかった。一方で、後に陸幕武器課研究班が64式の歴史をまとめた際、豊和工業が開発の際に使用したNATO弾の入手経路が分からず、問題とされたともいわれる。

### 危ぶまれた国産化
R1型・R2型の試験の結果、R2型は最後まで焼き付けを排除することができなかった。一方のR1型は研究がある程度進展を見せ、二次試作に向けて仮の要求性能をまとめた。これに基づいて、津野瀬がR1型を母体にした改良型が1959年3月に完成した「R3型」だった。R3型はガス吹き込み式を採用し、閉鎖機構はR1型を、引金機構はR2型のものをそれぞれ取り入れ、銃床などの木被はプラスチック化をも考慮して設計されていた。また、R3型の重量は弾倉を外した状態で3.5kgと、当時の7.62mm NATO弾を使用する銃の中でも軽量の部類に入る。
だが、1959年4月に東洋精機の射場で行われた、技術研究本部や富士学校研究部、武器学校などから多くの幹部が見学に訪れた展示射撃にて、R3型は僅か2、3発射撃した時点で尾筒を破損させ、作動を停止させてしまった。設計者の津野瀬自らの手による展示射撃は失敗に終わった。改良処置がすぐにとられたが、追い番のR4はシニバンと敬遠されたために名称が「R5型」に変更された。この最中、「アメリカ軍との共同作戦上有利」との理由から、M14を購入するという動きも生まれていた。第2次防衛力整備計画にはM14を5万丁取得する計画ができていたとされる。
R3型の問題点は発射速度が異常に高く、連発の命中が確保できない点にあった。ボルトよりスライドが小さく、連射速度の調整を困難にする原因となっていたが、改良するだけの容積がR3型にはなかった。だが、この発射速度が高く、連発時の命中率が悪い点はM14でも確認されていた。それでもM14購入のための予算措置がついていたため、豊和工業側は一刻も早くM14より優れた銃を開発する必要に迫られた。

### 大幅な設計変更
津野瀬は思い切った設計変更を決断、60式12.7mmスポットライフルの図面を参考に改造型の基本設計を開始する。ピストン部はそのまま流用し、銃床を直銃床に変更、丸型の尾筒部を角型へ改めた。また、分解が楽になるように努め、発射速度低下を狙い、緩速装置を組み込むスペースを設けた。これらの機構はチェコ系と呼ばれるもので、SKSカービンやFN銃などでも参考とされたものだった。直銃床が採用されたのは発射反動を直接肩で受けるための設計で、曲げ銃床(折り曲げ銃床とは別)では銃口がジャンプし連射時の命中率低下が考えられたためであった。また、二脚(バイポッド)とピストルグリップの採用と、銃口制退器は簡素なものにしつつ、銃剣の取り付けをも考慮した。銃身長には富士学校側の意見が取り入れられ、セトメと同じ450mmとした。発射速度は毎分350-450発の間が理想とされ、400発に決まった。これと合わせて撃鉄の撃針打撃時期を遅らせる緩速装置が開発された。
豊和工業の野崎社長(当時)は、大幅な設計変更で全く違う銃になっていたことを懸念したが、60式12.7mmスポットライフル自体がアメリカ軍のものを基とした銃で、加えてチェコ系の設計自体がアメリカ軍とソビエト連邦軍の両軍で採用されていることから実用試験が済んでいると説得され、許可を出した。
1960年8月より開発が始められ、同年10月に遅延反動式の「R6型A」が完成した。この間、津野瀬は防衛庁を退官し豊和工業へ移っていた。また、豊和工業は、新小銃のために工場を新設することも決めていた。
一方で防衛庁の目黒研究所では、大掛かりなNATO弾の減装弾についてのテストが行われていた。95、90、80、45%と4種類の減装弾がテストされ、90%前後が最適と判断された。陸幕武器課は1962年以降の試作調達で、この減装弾を使用すると決定した。加えて、1961年7月に防衛庁は小火器体系を決定し、国産小銃の要求性能を提示していた。提示された期待性能は7.62mm減装弾を使用し、フルオートの発射速度を毎分400発以下に抑え、300mにおける命中精度をBAR相当にすること、銃全長は100cm以下、重量は4kg以下に抑えることが期待された。R6型Aはこれらに沿って発展・改良されていった。
9月には設計に変更を加えた「R6型B」が完成する。R6型BはB-1、B-2、B-3(後述)と3種類のバリエーションが試作された。R6型B-1はR6型Aの軽量化を目指したもので、重量は4.4kgとなり緩速装置にも改良が加えられた。R6型B-2は1962年3月にB-1を改修したもので、再度、緩速装置に改良が施された。だが、Bは撃針が僅かな発射弾数で折れる、緩速装置が複雑すぎて分解が困難という問題も確認された。
1962年4月に富士学校で行われたM14とR6型B-2の命中比較試験では、弾痕散布の範囲が左右で1/4、上下で1/3と国産のR6型BがM14より優れていることが実証された。
1962年7月にはB-2に改良を加え、「官I型」とも呼ばれる「R6型B-3」が完成した。R6型B-3は回転式の撃鉄を有し、銃床内の活動子の作用によって緩射ができた。官I型は完成後2丁が防衛庁に納入され、技術テストに用いられた。同年10月には防衛庁の発注により、緩速装置を新型とした「R6型D」が開発される。なお、R6型CはR6型Bの発展型用として欠番となった。R6型Dは防衛庁の発展技術テスト用に開発されたため、「官II型」(または技研案)とも呼ばれ、I型と同じく、回転式の撃鉄を持つが緩射機構が尾筒内部に備わっていた。信頼性向上のため緩速装置が大型化し、重量は4.7kgへと増加した。一方で、富士学校で行われていた技術試験にて、R6型Bの故障が頻発するようになる。雨が降ると連発が止まるとさえ言われ、富士学校から名古屋へ戻った津野瀬が徹夜で水抜き用の穴を開け、翌朝とんぼ返りしたが、改善しなかったという。官I型(R6型B-3)と官II型(R6型D)をテストした防衛庁も、R6型シリーズには一部に信頼性に欠ける部分があると指摘した。
富士学校での技術試験が不調に終わったことで、豊和工業では社内テストが続行され改善が図られた。前述した故障頻発も含め、原因は緩速装置にあり、津野瀬は構造が複雑で部品点数が多いために故障が増える原因となっていると指摘し、隊員が分解もできないような故障の多い華奢な銃は役に立たないと述べた。だが、岩下は命中精度を確保するためには緩速装置が必須だと考えていた。言い争いにまで至った二人だが、制式制定に間に合わないとなればM14の導入が決まってしまうと、危機感を募らせた。
2ヶ月後、岩下に呼び出された津野瀬は、新しい図面を見せられた。そこには飛躍的に簡素化された緩速装置の図面があった。発射速度こそ毎分500発と高くなるが、直動式の太い撃針が銃身軸芯上を横断し、それを逆鈎が大きな爪で抱きとめ、銃床中心に緩衝バネが備え付けられていた。津野瀬は「こいつはいける」と答えた。津野瀬は、「R6型は実用に適せず、M14の導入あるのみ」といういつも心の中にわだかまっていた悪い想像が、岩下の図面によって一挙に吹き飛ばされたようだった、と振り返っている。
翌日から1枚、2枚と部品図が完成し、徹夜で製作作業が行われ、富士学校での技術試験が終了する前日の夜に完成した。この改良によって重量軽減と信頼性の向上を果たし、この緩速装置が組み込まれた銃は、岩下賢蔵(KENZO IWASHITA)の頭文字をとり「R6型K」と命名された。
M14との比較射撃で命中精度に格段の差があることとR6型Kの登場で富士学校側はますます自信を深め、R6型Kは改良が更に進められ、1963年2月に「官II型改」(R6型E)が完成する。
一方でM14を単価5万円程度で購入しようという計画も、防衛庁側で進められていた。在日米軍側も「新小銃は攻撃面がない」と水を差してきたとされる。これは、アメリカ国内でベトナム戦争での戦訓から、M14からM16の置き換えを進めており、大量に余剰となったM14の引き取り先を探していたという事情もあった。そこで、朝霞射撃場で陸幕内の幹部に対する展示射撃を行うことを計画した。
1963年3月13日、陸幕武器課は新小銃の試作と制式制定に必要な予算の取得措置として、大蔵省に対し展示射撃を試みた。官II型改が2丁用意され、合計519発の射撃が行われた。結果は好評で、陸幕はM14の購入費として計上していた予算をそのまま新小銃の調達に振り分けることにした。

### 官III型の開発

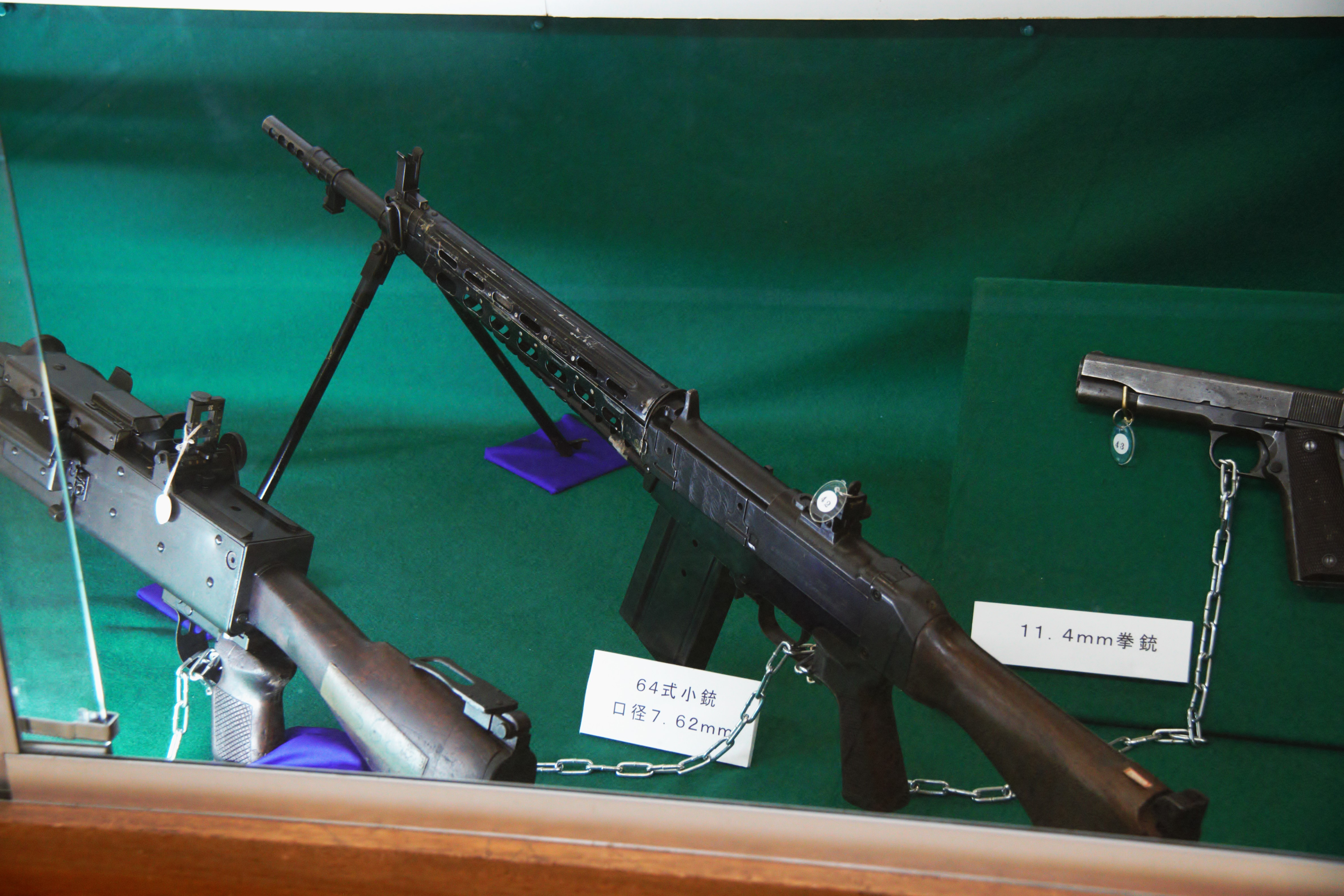
試製小銃

だがR6型Eは要求性能よりも重量が上回っていたため、上記の展示射撃に並行して軽量化が進められることとなった。5月には約200g軽くなり重量が4.27kgとなったR6型E改が完成し、それをテスト用として更に手が加えられたものが「官III型」として完成した。官III型は官II型改の小改造版で、R6型Kの特徴である直進式撃鉄による緩射と機構簡略化を引き継いでいたが、スライドの槓桿部を右側から上方に移し、尾筒を10mm短縮させたものだった。世界的に見ても珍しい槓桿部を上方に付けた理由は、右利きでも左利きでも操作ができ、射撃間の銃の横ぶれに対するバランスを考慮したためである。官III型は細部改良に対応するため、官III型其の1、官III型其の2に分割されて生産された。
同年5月より各種試験が行われ、12月より官III型による最終的な実用試験が進められ、翌年の8月までに寒地試験、装備補給試験、空挺試験、耐久試験などが実施された。

### 制式採用
1964年9月7日に官III型其の2の図面仕様を持って新小銃の制式とし、防衛庁長官が認可した。10月6日には64式7.62mm小銃の制式名称が制定され、昭和39年度に100丁、昭和40年度に6,900丁、昭和41年度に18,000丁と一括発注がなされた。量産発注が決定すると、津野瀬は元名古屋造兵廠の陸軍技師であった横井由之助から、海軍の「四式小銃」の製造方式についての膨大な資料を譲り受けた。これらは、64式の量産の流れと設備機械のレイアウトに役立てられた。だが、初期は品質が安定せず、自衛隊のパレードに間に合わせるために仮納入し、パレード後に引き取って修復するというエピソードがあった。
採用後、津野瀬は64式を納入するたびに、普及教育のため全国の駐屯地を回ることとなった。銅金義一が亡くなると、後を追うように銅金と仲が良かった岩下賢蔵が亡くなった。その後、昭和初期から小銃研究を続け、64式の開発に携わったメンバーが数年のうちに次々と死去していったという。津野瀬は1976年に非常勤顧問の誘いを辞退し、豊和工業を退職した。

## 特徴

### 基本構造

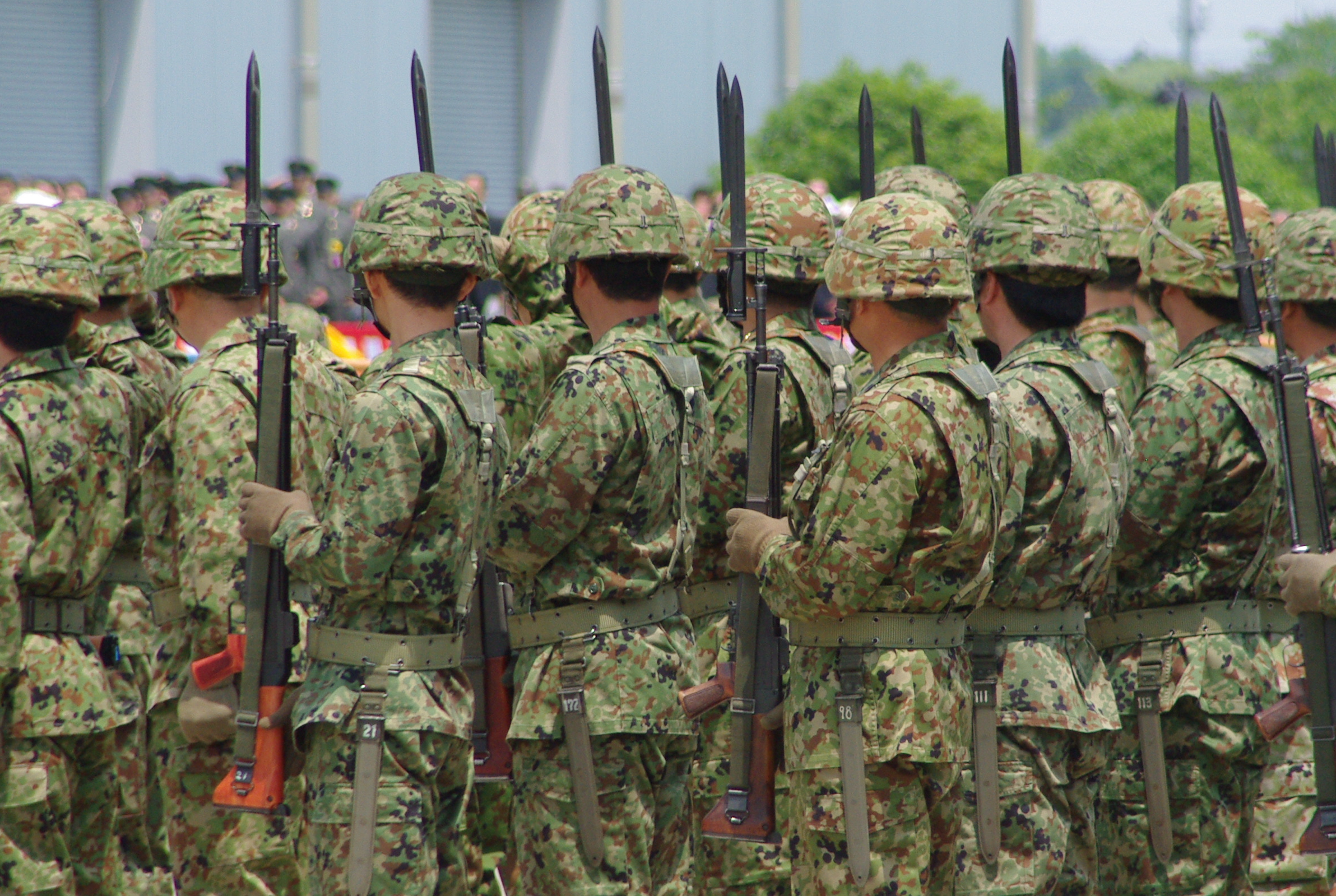
64式小銃と銃剣で着剣捧げ銃をする隊員

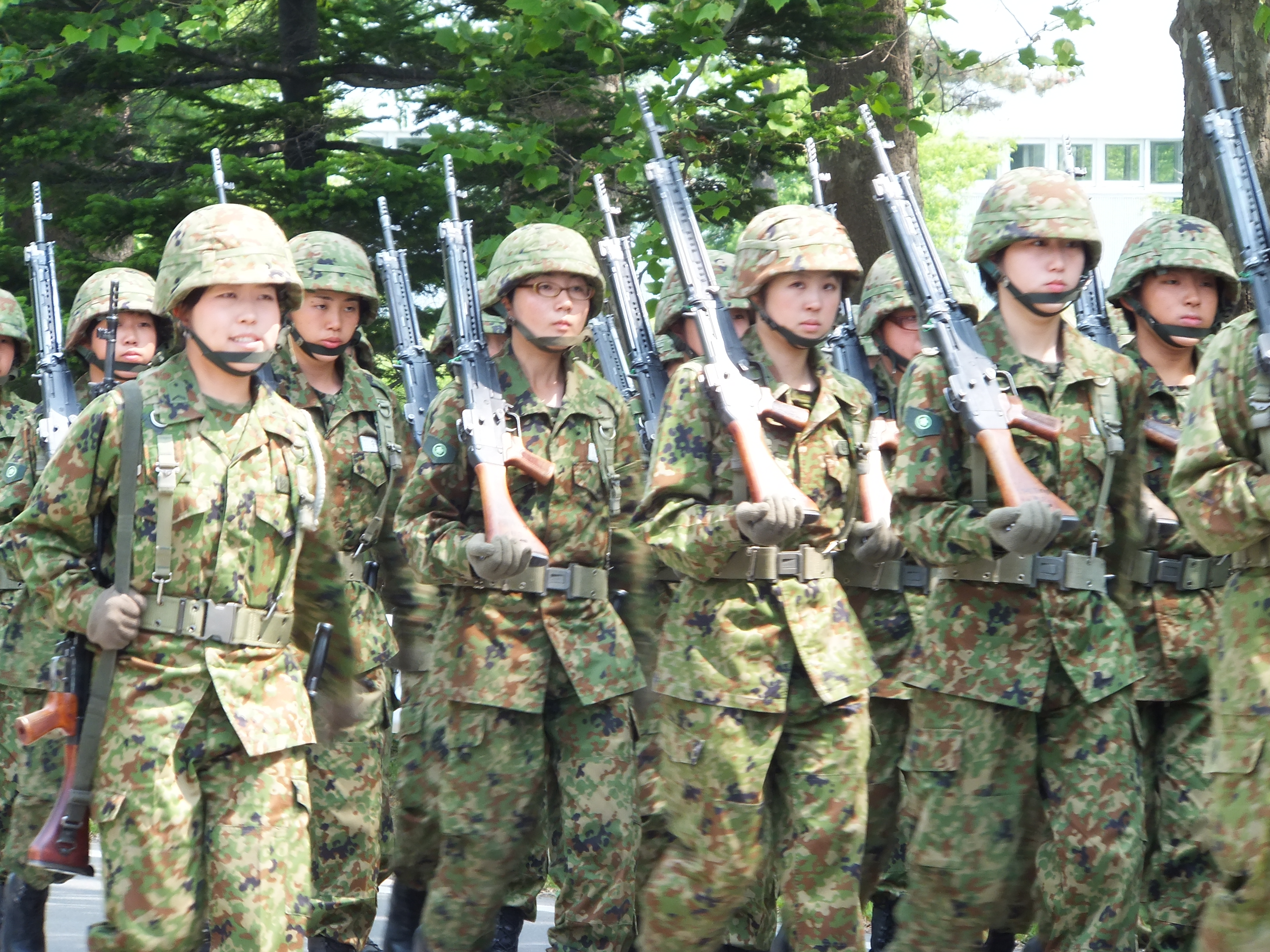
64式小銃を「になえ銃」で保持して行進する自衛官候補生
前列最右翼の陸曹は「つれ銃」としている

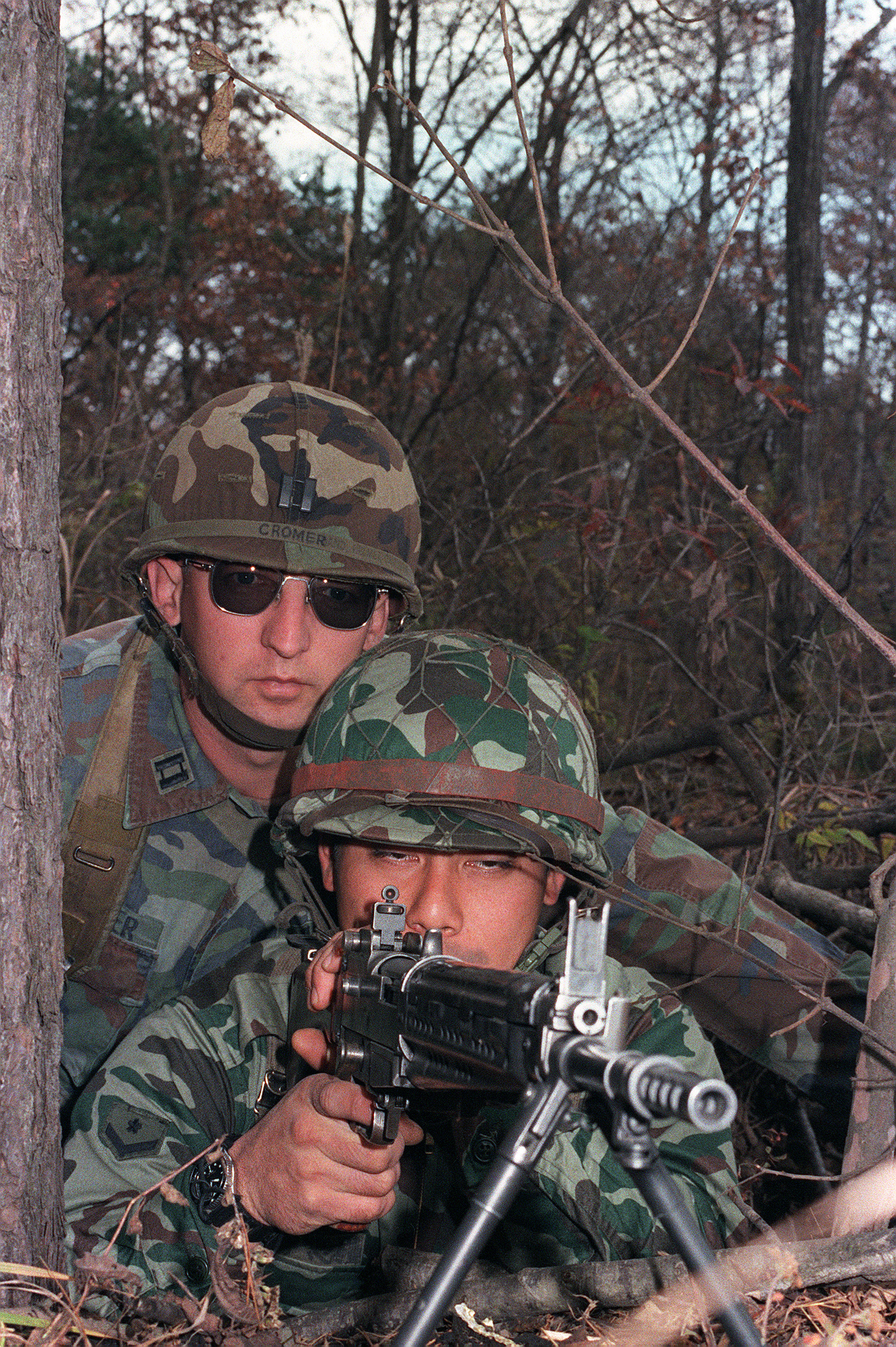
日米合同演習で、二脚と床尾上板を使用して射撃体勢をとる隊員

銃身と銃床が一直線上にある直銃床デザインを取り入れ、ガス圧利用(ショートストロークピストン式)、ボルト後端をレシーバー下部の窪みにはめ込むことでボルトを閉鎖するティルトボルト式、直動式撃鉄による撃発機構を採用している。国産小銃として日本人の体型に合わせた設計を考慮したものの、当時の自衛隊は防御戦闘が主眼であり、多少の重量増加よりも射撃時の命中精度、弾幕散布界の小径化を考慮した小銃となった。これはソ連軍機械化部隊の侵攻を遅滞するため、多数の敵に損害を与えられ、対物射撃にも威力を発揮する7.62mm弾の連射に対応するよう設計されたことによる。また、防御戦闘重視の自衛隊の用兵思想に準拠して、携帯性の高い軽機関銃としての要素も有している。回転速度を下げて連射時の銃口の跳ね上がりを抑えるため、コイルばねと棒状の撃鉄を納めた撃鉄筒が床尾内に入り込む設計となっており、他国の小銃や89式5.56mm小銃の様な折曲銃床(折畳銃床)型を製作することは不可能になっている。
銃口部の消炎制退器(フラッシュサプレッサー)は、発砲炎を水平方向に拡散することで射撃位置の秘匿に効果があるほか、反動の30%を軽減する。試作の際、ガス抜き穴を上下左右にまったく対称に設けたところ、ガス作用が釣り合って中心に芯ができ、銃口が安定することで命中率が非常に良いことが判明している。現行の様に三つ穴が左右に設けられるに留まったのは、下方向にガスが抜けると地面の砂を舞い上げてしまい、射撃に影響を及ぼすためと、射撃位置を暴露してしまうためである。なお、下方向にガスの反作用が生じることとなったが、支障となるほどではないという。一方で、制退器の締め付け具合は命中に影響を与え、特に分解組付を行った際に狂いが生じたとされる。
銃身内部にはクロムメッキを施して耐久力と防錆能力の向上に努め、銃身後端の薬室肉厚も九九式短小銃よりも0.7mm厚い12.1mmとすることで、銃身寿命は軽機関銃並みの発射数37,000発以上、尾筒寿命は発射数24,000発となっている。また、クロムメッキを施したことで摩耗衰損を防ぎ、弾道維持も図られている。銃としても非常に堅牢でもあるため、2000年代中盤頃より制式化直後に導入された後継の89式が耐用限界を迎えて用途廃止となり始めた時点においても、多くの64式が現役で使用されている。
ストレート形状の二脚(バイポッド)を有するが、89式のように取り外しての射撃を考慮したものではない。左右対称デザインの銃床は木製で、木材部分は調達が容易で加工しやすい東南アジア産の赤ラワン材を用いており、赤みを帯びた木製部品が目立つ外観となった。1966年から1967年にかけてストックやグリップをプラスチック化する試作が行われた。耐久力や強度に問題はなかったものの、木製に比べて高価となったため、採用は見送られた。床尾板は金属製で、ショルダーレストを有する。また、付属品室の蓋がある。
可倒式の照門・照星(サイト)を有する。照星は微調整不可能な固定式だが、照門は上下左右に微調節可能なダイヤル式となっている。右側面についたダイヤルで左右、照門下のダイヤルで上下に移動する。一方で、それぞれ完全に固定する機構がない。66式鉄帽を目深に被った状態での伏せ撃ちの際、鉄帽のひさし部分が照門に干渉したり、射撃中の反動で倒れることがある。量産に入った初期の段階においても、連発時に照門が銃の振動(銃が発砲時に後退した際、慣性によって照門がその場に残ろうとする)によって倒れる事故が頻発していた。これは図面の改正で一応の修復はできたものの、完全な防止には至らなかった。
被筒(ハンドガード)は金属製の上下分割式を採用したが、89式のものとは異なり、専用工具を用いなければ外すことはできない。下部被筒の前部は鋼板で補強されているが、本体はヤング率の低い軽合金を採用しており、一度変形すると元に戻り難い。取扱不良などにより変形している個体もあり、そのような個体では被筒が脱落する可能性が高くなっている。本銃に限らず、装備品の管理に厳格な自衛隊では、演習などの訓練時に部品の脱落を警戒してビニールテープなどによる脱落防止処置が行われる。
軍用ライフルとしては部品点数が58個と比較的多く、整備のための通常分解(日常の手入れ分解)時にも床尾板の整備用具入れに入っているプラスドライバー、ピンポンチを必要とする。また、誤った状態でも組み付けが可能な部品(ピストン稈止)が存在するという。
発射モードの切替え軸部にはア(安全)/タ(単発)/レ(連発)と記されており、「当たれ」と表現されることがある。
採用当時のジェーン年鑑の本銃の記事には、JANEによる64式の実弾射撃などが行われたかどうかは明記されていないが、Very good weaponとの記述がある。また、豊和工業の英文資料によると、全米ライフル協会のジャック・ウェラーは、64式を評してThis is themost accurate rifle that I have seen everおよび、Type 64 rifle is the best service rifleと述べたとされている。

### 内部機構
米国特許も取得した独自の緩速機構による低発射速度を採用し、二脚を使用しての連射においては、同時期に米軍が使用していたM14と比較して優れた命中精度を発揮した。内部の撃鉄など直線運動が銃身軸延長線上、または平行線上で動くように配置されているため、回転偶力が起きず余分な振動を起こさない。反面で、引き金を引いてから撃鉄が作動し、撃鉄に叩かれた撃針が弾の雷管を突き発射するまでの時間(ロックタイム)が他の軍用銃と比較して長い。これは連発射撃時の発射速度を意図的に落とすための機構でもある。スライドを後座させるためのガス導入量を調整する「規整子」(レギュレーター)を操作することで、常装弾や小銃擲弾も発射可能。
試作型や64式の初期型においては、撃鉄筒が機関部と一体化されておらず、床尾内にねじ込まれる設計になっていたため、何らかの理由で床尾に大きな衝撃が加わると機関部と撃鉄筒がずれてしまい、撃鉄が引っ掛かって停止し、作動不良や後退不良、最悪の場合は暴発を起こす恐れもあった。撃鉄筒の構造は銃番号79055以降はより強度の高い機関部一体式に改良されたが、現在でも前述の訓練における禁忌事項は特に変更されていない。
潤滑油切れ、汚れの付着などにより遊底の後退速度が不安定になると、装弾不良、排莢不良を起こす場合がある。これは軽量化のため官II型(改)を官III型へと改良する際に尾筒部(レシーバー) 10mmを短縮した結果、一般的な小銃に比べ遊底の後退距離に余裕がなくなっている設計に起因したものである。この後退距離に余裕がない設計は、量産初期において相当期間故障を招き、品質の点でも悩まされたとされる。

### 安全装置

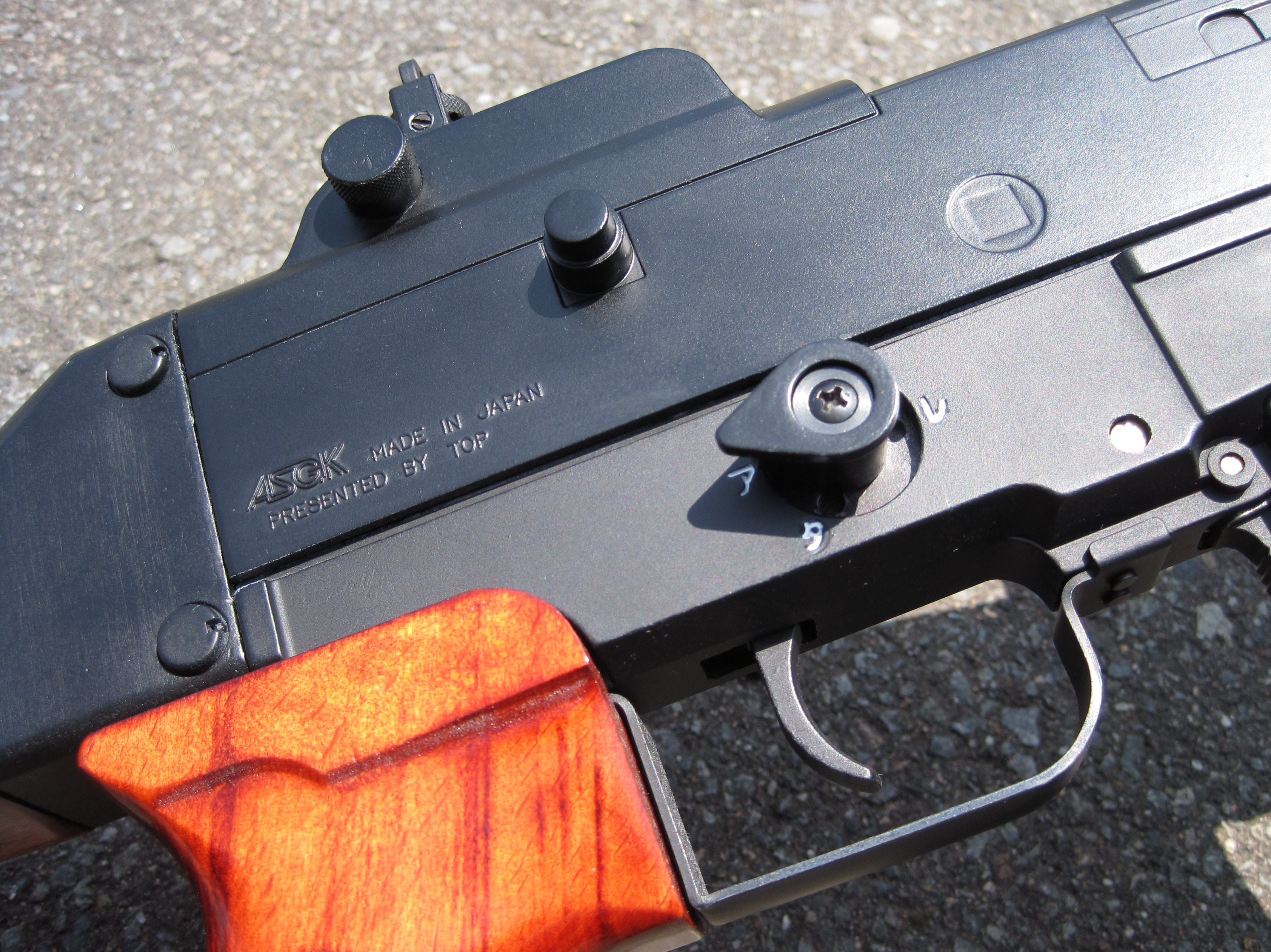
切り替えレバー
参考(TOP電動ガン)

64式の安全装置は、他国の銃に類を見ない「引っ張って回す」構造となっている(似たような構造としてはラインメタルFG42自動小銃のセレクターがあげられる)。その構造ゆえに、比較対象となったM14や後継の89式5.56mm小銃などと比べると、迅速な安全装置の解除やその他の位置への切り替えが難しい。この構造は、行軍の際に木の枝などの他物に動かされることが絶対にないことを最大の目的として考案された旨が、当時の開発者が昭和56年に『全猟』誌に発表した雑誌論文に記載されている。
- ア/タ/レの表記及び安全装置の基本構造は、旧陸軍の岩下大佐により発案された物である。
- ア/タ/レの各位置には穴があり、レバーの突起がこの穴に入り込む。回すにはレバーを摘んで引っ張り、突起を穴から出さねばならない。
- この「両側から摘んで引っ張り、回す」動作は、自然界の不特定要素に起因して発生することはまずありえないものであり、「押して回す」三八式歩兵銃の安全装置と比べ操作は多少不便となるが、停止・固定がより確実で、射手が気付かないうちに(物に引っかかって動いたり、無意識に)動かされる事態が起こらない安全装置となっている[76][注 19]。

89式などと異なり切り替え軸が左側面に露出していないため、レバーがどの状態にあるかは右側面のみでしか確認できない。なお、切り替え軸はア(安全)からタ(単発)、レ(連発)の順に回転し、連発から安全へと180度回転することはできない。

### 重量
開発当初は、｢重量を上げることで、反動を弱める｣という思想があった。質量は二脚を含め約4.3kg。普通科隊員の扱う小銃としては重く不便とされることがある。実際に工法が削り出しを多用している点や、陣地における二脚の使用を前提とした軽機関銃的運用を考慮した設計、銃身肉厚の強化などで重量が増加している。しかし、上部被筒にはFRPを使用するなど、軽量化も図られている。その結果、同じ7.62mm NATO弾を使用するFAL、G3、M14など、同クラスの小銃と比較すると、64式の銃身長が短いことも関係するが若干軽量となっている。
銃身の肉厚や二脚によってバランスは前方に偏っているが、これによって発砲時の銃口の跳ね上がりは軽減される。

### 使用弾薬

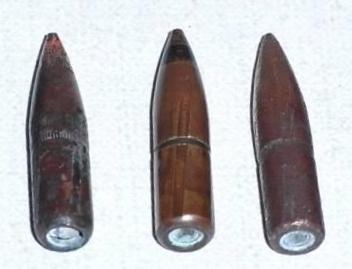
64式小銃で使用される7.62x51mm弾の弾頭
左から曳光弾、徹甲弾、フルメタルジャケット(通常弾)
いずれも1970年代に使用されていたもの。

使用する7.62mm NATO弾は、採用当時の日本人の体格を考慮し、常装薬弾に比べ薬量を削減した減装薬弾を使用している。採用された弾薬は「M80普通弾」「M62曳光弾」「M82摸擬弾」「M63空包」などがあった。結果的に連射速度が低下し、遊底の作動が緩やかになるため、命中精度の向上に寄与しているとされる。また、常装薬弾に比べ反動が軽減しているといわれている。64式専用の弾倉(マガジン)は複列(ダブルカラム)式で、最大20発装填できる。また、残弾確認孔が左側面に存在する。
一方で、国産弾は規格を定める際に64式の性格を熟知した担当官によって雷管の性能を64式に合わせて鈍感にしてあったため、ドイツ製NATO弾で射撃をしたところ、全弾が遊底閉鎖と同時に発火(自爆)してしまったという。開発者の一人である津野瀬光男は、有事の際にアメリカ製NATO弾の補給を受ける場合は、危害防止の措置として雷管の性能チェックをしておく必要がある、と自身の著書で述べている。
そのため、規整子(ガスレギュレーター)を切り替えることで通常薬量の7.62mm NATO弾を発射することも可能ではあるが、弾薬のチェックが必要となるのでは結果的に補給面には不安が残った。

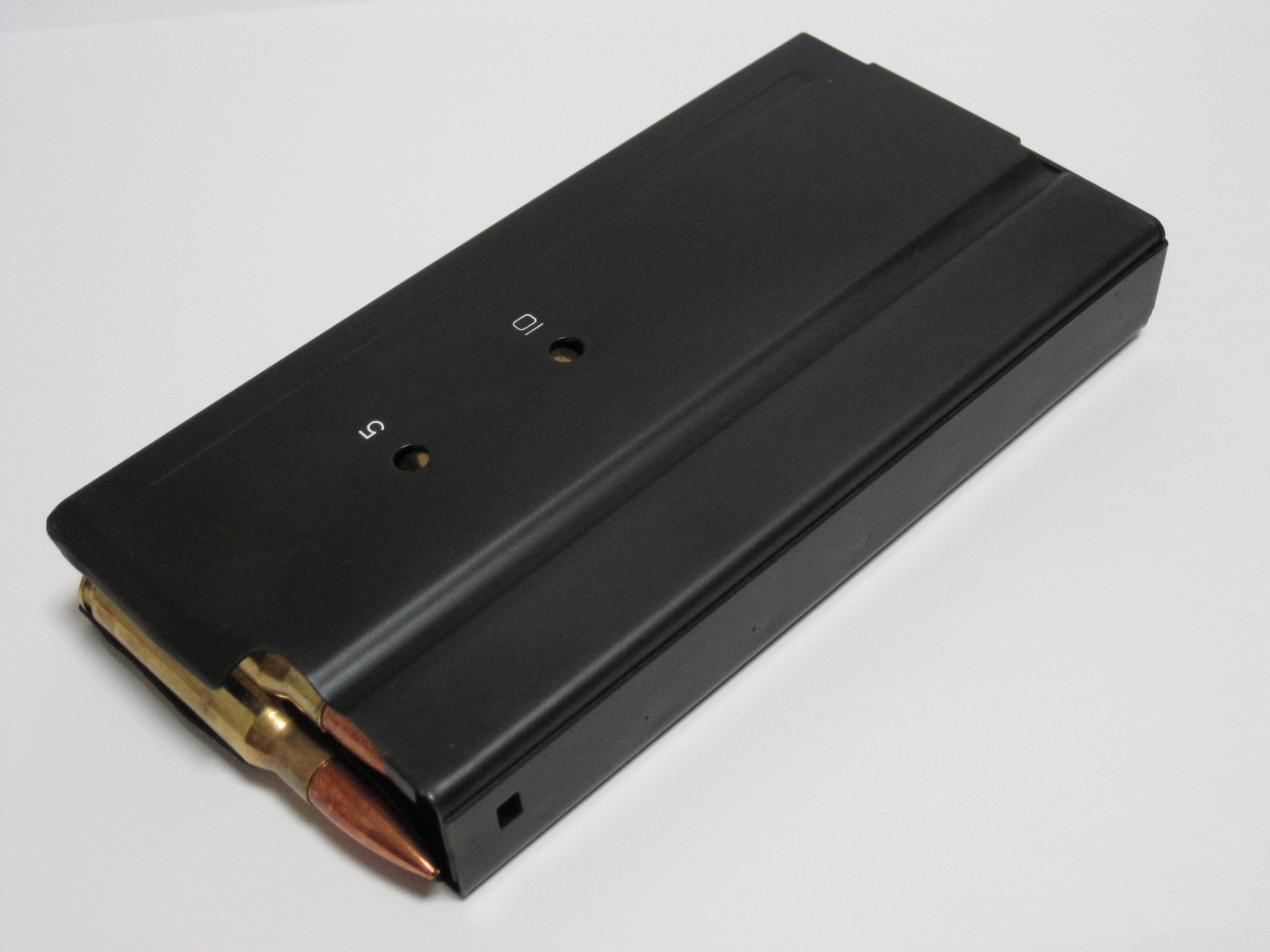
64式用の弾倉(レプリカ)
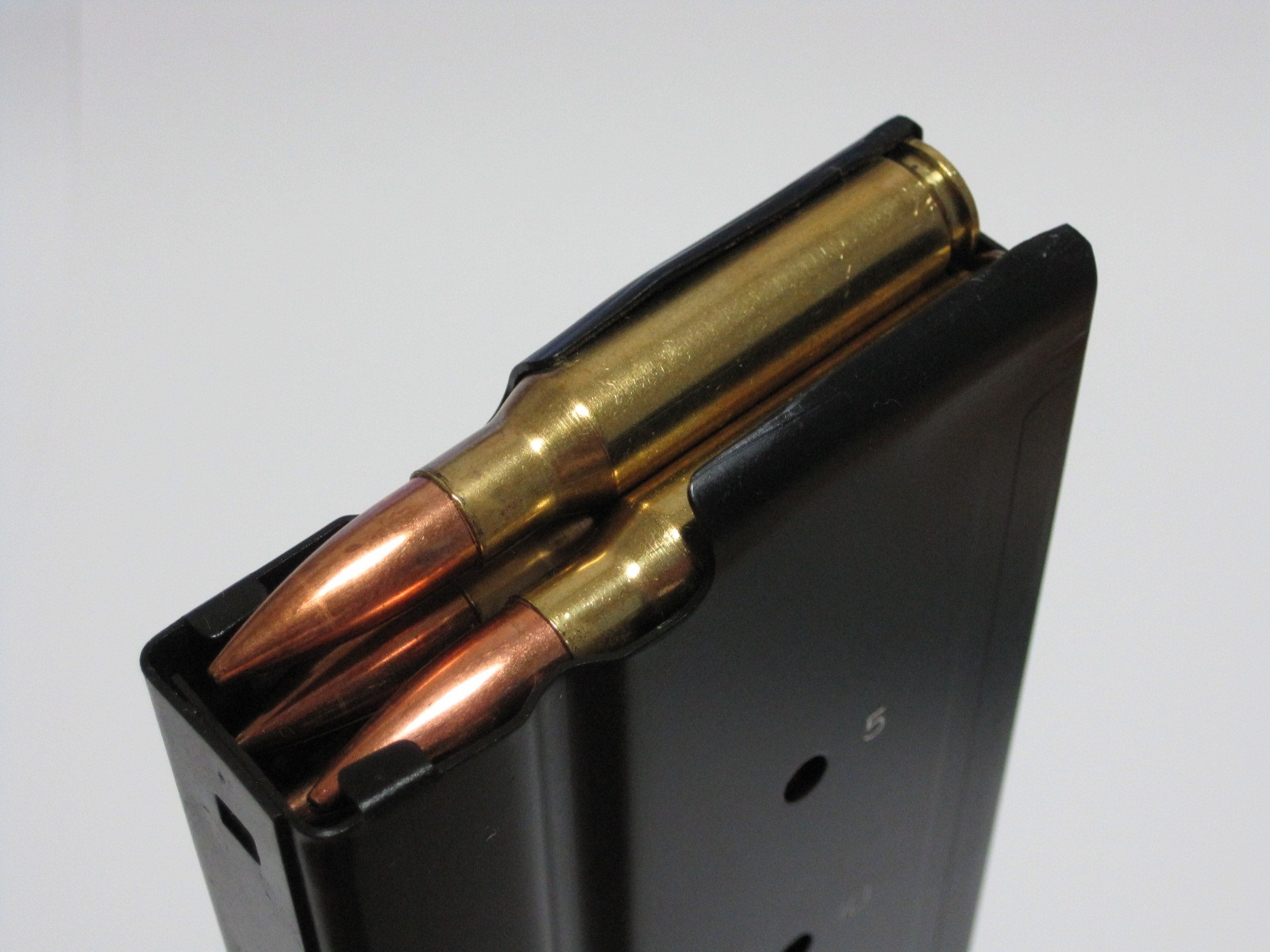

### 同世代ライフルとの比較
|          | 64式小銃                    | AK-47                         | FAL                         | G3                                        | M14                               |
| -------- | --------------------------- | ----------------------------- | --------------------------- | ----------------------------------------- | --------------------------------- |
| 画像     |                             |                               |                             |                                           |                                   |
| 口径     | 7.62 mm                     | 7.62 mm                       | 7.62 mm                     | 7.62 mm                                   | 7.62 mm                           |
| 銃身長   | 450 mm                      | 415 mm                        | 533 mm                      | 450 mm                                    | 559 mm                            |
| 全長     | 990 mm                      | 870 mm                        | 1,090 mm                    | 1,025 mm                                  | 1,181 mm                          |
| 重量     | 4,300 g                     | 3,900 g                       | 4,300 g                     | 4,100 g                                   | - 4,400 g - 5,200 g（弾薬装填時） |
| 発射速度 | 450 – 500発/分              | 600発/分                      | 650 – 700発/分              | 500 – 600発/分                            | 700 – 750発/分                    |
| 作動方式 | ガス圧作動 ティルトボルト式 | ガス圧作動 ロータリーボルト式 | ガス圧作動 ティルトボルト式 | ディレードブローバック方式 ローラー遅延式 | ガス圧作動 ロータリーボルト式     |

### 64式7.62mm狙撃銃

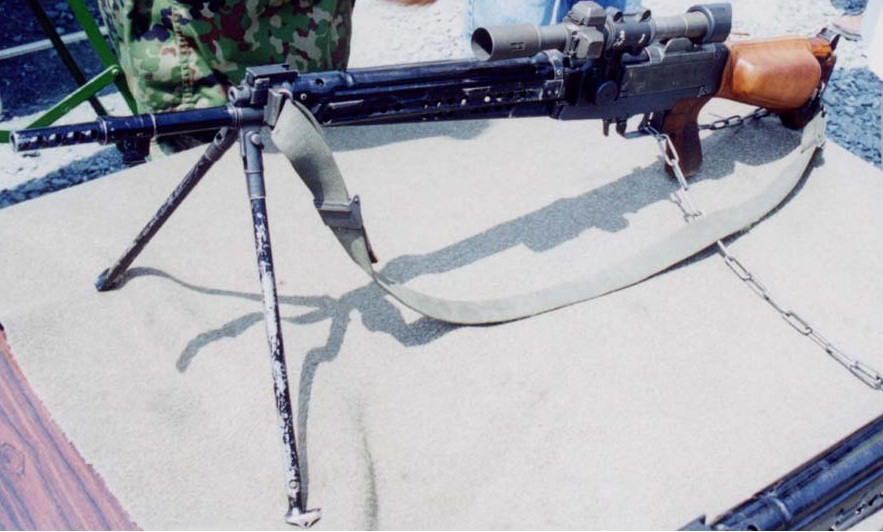
64式小銃に装着した照準眼鏡の例
ネジ1個による固定・ネジ穴周囲の溝に固定具を合わせてネジで固定する方式
頬当て(チークパッド)が装着され、弾倉は外されている

64式には64式用狙撃眼鏡(スナイパースコープ)が装着可能で、狙撃銃としても運用されていた（種別としてはマークスマン・ライフルに相当）。命中精度の高い個体を選別・使用してはいるわけではなく、各分隊内で射撃技術の高い者が「狙撃手」(他国における選抜射手) となり、生産ラインから射手に合った64式小銃を選抜しスコープを取り付けたものが支給された。基本的に演習または射撃競技会に使用する場合以外には狙撃眼鏡は装着されず、常に狙撃銃仕様となっているわけではない。狙撃手は小銃班と共に活動するが、中・小隊長には必要に応じて各小銃班の狙撃手を集めて臨時的な「狙撃班」「狙撃隊」の編成も認められていた。
自衛隊の狙撃銃に関しては創設時から供与されていたM1903A4狙撃銃や、7.62mm小銃M1の狙撃銃仕様であるM1C/Dを使用していたが、64式の採用によって狙撃銃に関しても64式で更新されることとなった。1960年代後半にはM1903A4が、1970年代にはM1C/Dがそれぞれ更新された。
狙撃手用の64式には「64式用狙撃眼鏡」「頬当て(チークパッド)」が装着される。64式用狙撃眼鏡はアメリカ軍が第二次世界大戦時に採用したM1C/D狙撃銃に装備されるM84スコープに似た日本光学(現：ニコン)製のもので、視界は5.2度、倍率はM84と同様2.2倍の低倍率となっている。この照準眼鏡の上下転輪には0 – 800mまでの表示があり、射撃距離に合わせることにより各距離に対応するが、64式の命中精度と眼鏡の倍率の制限により、人型的に確実に命中させられる射程はおおむね500mまでとされる。また、この眼鏡の鏡内目盛(レティクル)は中心部が離れたT字型で線自体も細いため、薄暮時や黒い標的に対しては照準がし難いものとなっている。
照準眼鏡の取り付け部はネジ1個によって固定されるため些細な衝撃などで照準が狂いやすいほか、マウントと尾筒部(レシーバー)に隙間が存在し、マウント装着時には尾筒部との間に裁断布や空き缶の切れ端などを挟み、隙間を埋めるといった工夫がされている。銃の構造上、銃身の真上に照準眼鏡を装着できず眼鏡の位置が銃身左斜め上になるように装着しなければならないため、通常の照門、照星は使用できなくなる。また、このネジ穴は照準眼鏡以外にも交戦装置などの固定にも使用されており、中にはネジ穴1箇所で照準眼鏡と交戦装置の両方を装着する例もあった。
照準眼鏡が銃の中心線から外れるため、銃床部分に頬当て(チークパッド)が装着され、頬の当たる反対側(右側)で縛って固定していた。
長らく陸上自衛隊にて選抜射手に準じた運用がされてきた狙撃手と64式であったが、市街戦における狙撃手の有効性が注目されるようになり、2002年度に評価・研究用として約60丁のレミントン・アームズ社製「M24」が調達され、後に「対人狙撃銃」として制式採用され配備が開始された。合わせて狙撃専門の部隊を編成することも決まり、現在ではほとんどの普通科部隊に「狙撃班」が編成されている。これにより普通科に関しては、狙撃銃としての64式は対人狙撃銃で更新されたが、それ以外の職種部隊では引き続き64式が狙撃銃として運用されていた。

### オプション

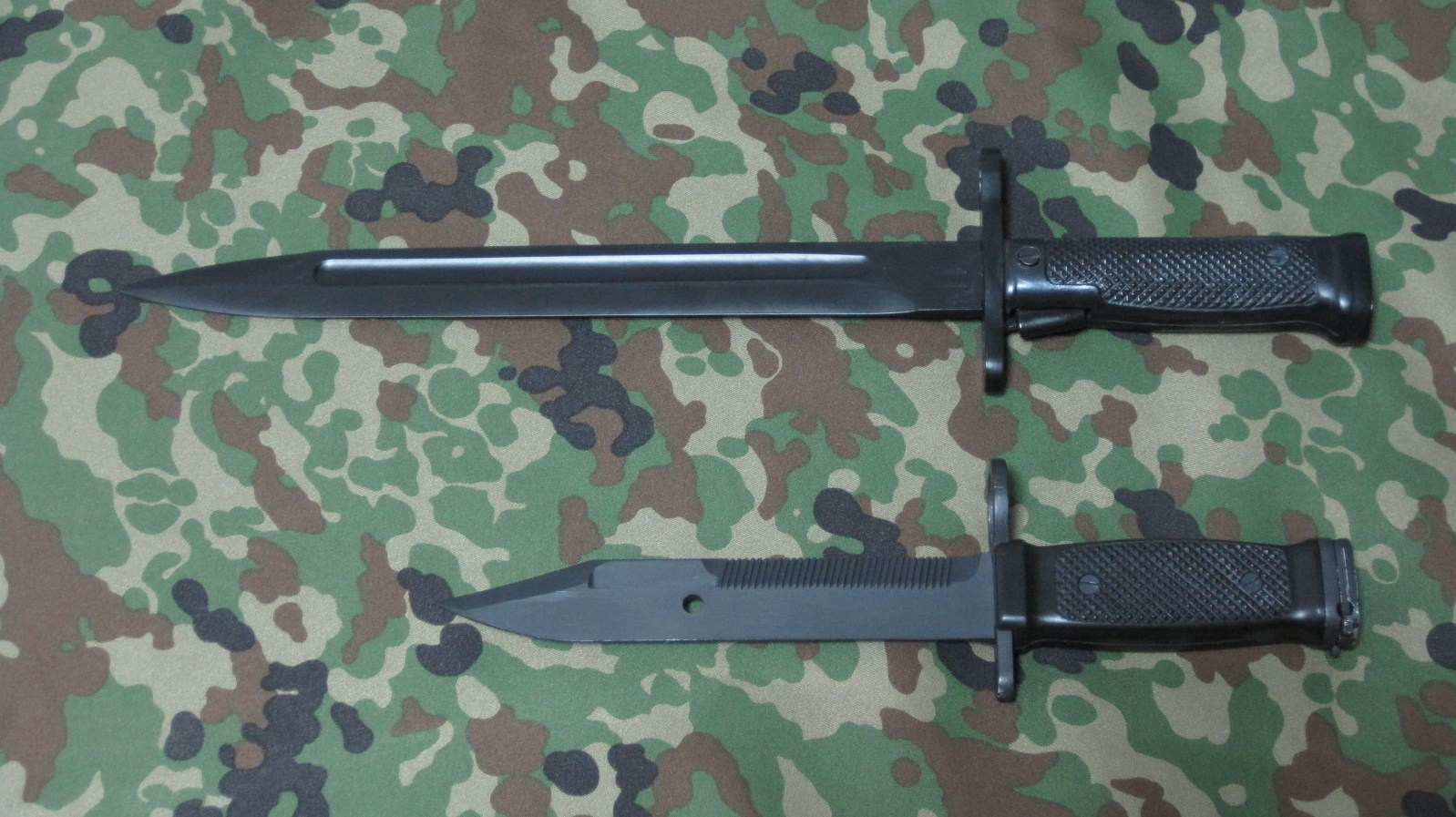
89式多用途銃剣との比較(双方共にレプリカ)

64式銃剣
41cm(刃渡り29cm)の銃剣。着剣状態ならAKM(876mm + 銃剣長)などより長くなり、堅牢な造りで適度な重量があることから、銃剣格闘にも対応できる。
銃剣の長さについては、開発当時に富士学校にて「新小銃(64式)は突撃銃であるから銃剣は無用」とする銃剣廃止論が挙げられ、必要論者と陸軍戸山学校の流れをくむ体操学校の長槍論者が加わっての三つ巴の論争となり、ついには決闘騒ぎに発展した経緯がある。仲裁が入り、三者の平均をとることで決着がつく。長剣の三十年式銃剣と短剣のM1騎銃用銃剣との中間値と決定し、7.62mm小銃M1用の銃剣長より3cm長い刃渡り29cmとなった。
駐屯地によっては、正門の歩哨などが着剣した状態の小銃を保持している姿を見ることができる。平時は刃引きされた状態で、有事の際の戦闘準備で刃を研ぐことになる。刃引きされた状態でも刺突武器としては有効。
64式用照準眼鏡
狙撃銃として運用する際に用いられる。
63式狙撃用暗視装置I型
1950年代より技術研究本部が研究を行い、1963年に制式化した赤外線暗視装置。M1903A4と共に狙撃用として供与されていた「特殊照準装置」を基とし国産化したもので、日本電気株式会社(NEC)が量産を担当した。試作時にはM1903A4やM1C/Dが使用されていたが、同じく試作されていた新小銃(64式)への装着を前提としての開発であった。
アクティブ式暗視装置で光投部と受像部を小銃に装着して使用するが、それぞれの重量が2kgと4kgの計6kg、更に9kgのバッテリーを背負う必要があった。視認距離が100mで倍率は3倍固定、改良型のB型で100m以上の3.7倍固定で、偵察任務にも用いられた。2012年現在ではすべて退役している。
75式照準用微光暗視装置II型

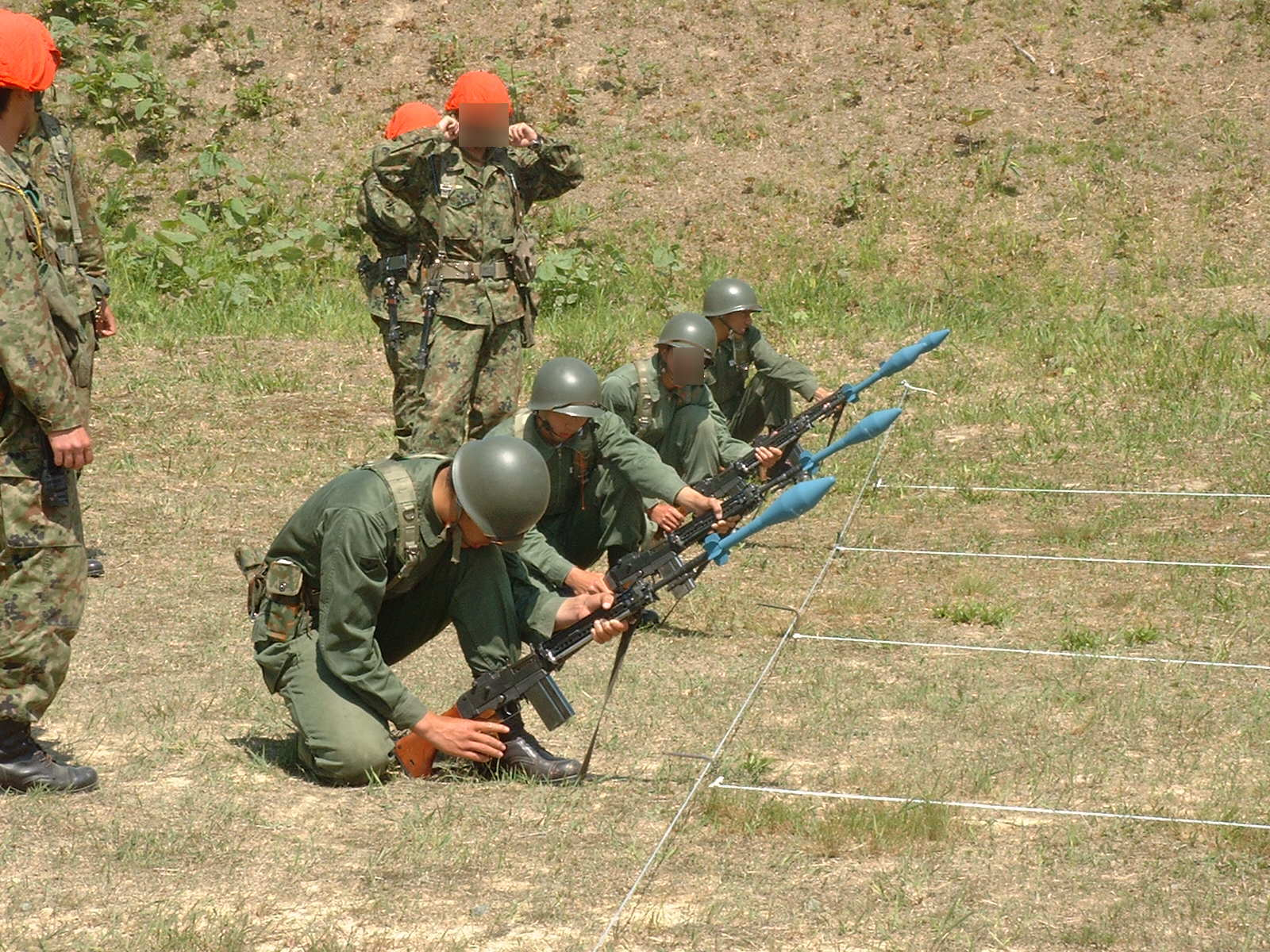
M31対戦車小銃擲弾の模擬弾発射訓練を行う隊員

63式狙撃用暗視装置I型の後継として開発され、微光暗視(スターライト・スコープ)方式を採用した暗視装置。64式のほか、62式7.62mm機関銃や84mm無反動砲にも装着可能であるが、89式5.56mm小銃はマウント形状が異なるため装着できない。

M31対戦車小銃擲弾
アメリカ軍から供与されていた対戦車小銃擲弾(ライフルグレネード)で、64式の銃口に装着し擲弾薬筒で発射する。
最大射程は185m。装甲貫通力250mm、コンクリート500mm。

06式小銃てき弾
2006年に制式化された、64式及び89式に対応した小銃擲弾。

空砲発射補助具
薬莢受け
訓練で薬莢を回収しやすくするために使用される。取り付けは上から金具部分を被せるように取り付けて被筒部のネジ穴に固定する、薬莢は袋に収納される。狙撃仕様時は金具の形状上ネジ穴による固定ができないなどの理由で主に上から被せる形状に改造した薬莢受けを使用し、撃った弾は収納されず銃の真下に落ちるよう工夫されている。

## 配備先

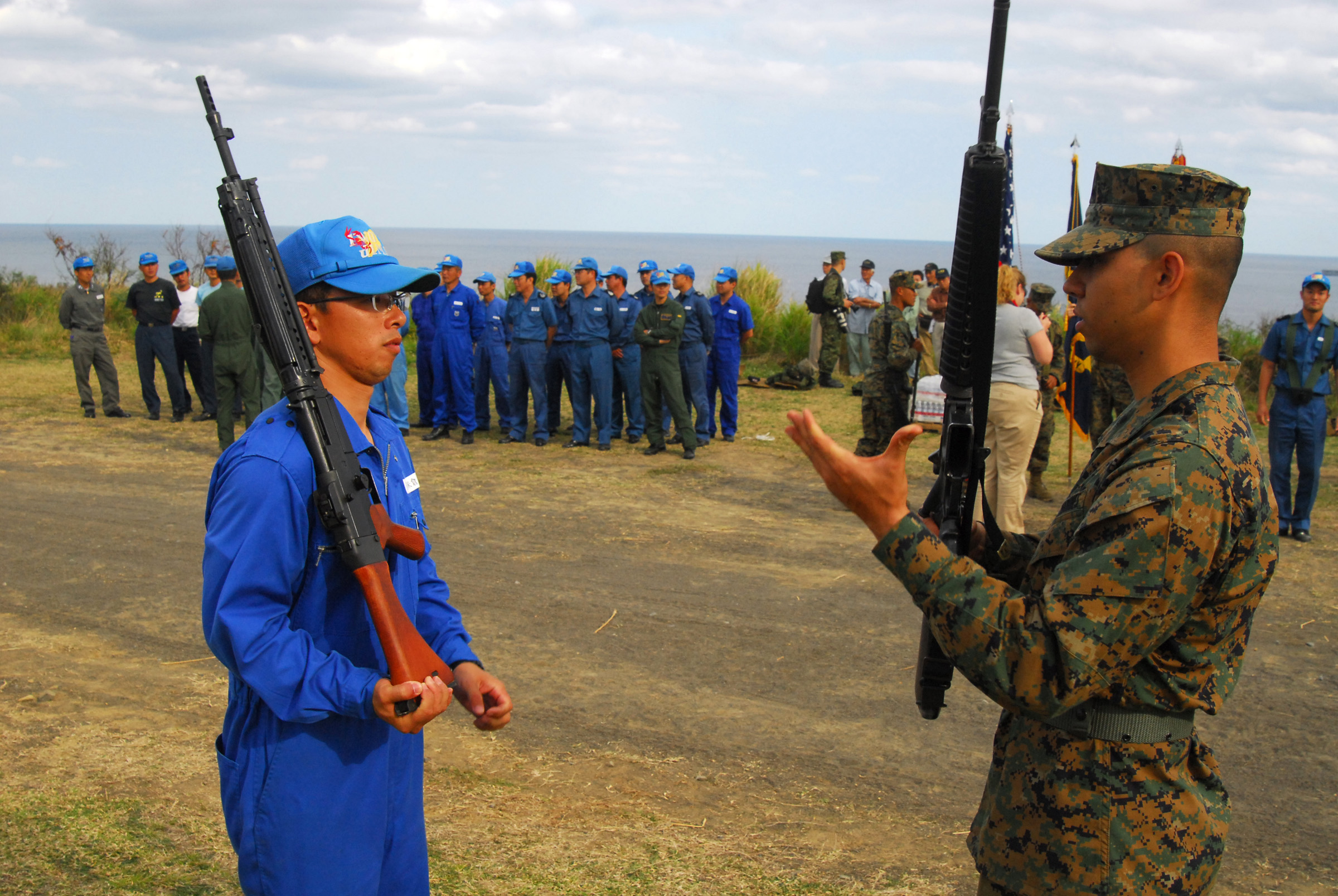
64式小銃を担う海上自衛官

陸海空自衛隊で使用されたほか海上保安庁でも使用され、能登半島沖不審船事案では巡視船からの威嚇射撃に使用され、九州南西海域工作船事件では巡視船を銃撃してきた工作船に対する正当防衛射撃を行った。また、1992年のカンボジアPKO派遣では自衛用として隊員が携行した。警察庁への納入実績もあり、特殊急襲部隊(SAT)の前身である特科中隊(SAP)が狙撃用に配備していたとされる。
約22万丁以上が自衛隊に納入され、定数に達した後も、予備自衛官向けに毎月3,250丁ずつ生産が継続された。約23万丁が生産され、その内の21万4,507丁が陸上自衛隊に納入されている。
後継の89式5.56mm小銃の制式化により更新が行われたものの、64式の銃身寿命の長さから総入れ替えといった方法での更新がされなかったため、未だ多数の64式が現役である。また、入隊直後の新隊員教育や予備自衛官召集訓練及び予備自衛官補教育訓練でも使用されている。後継の89式が全国的に見られるようになったのは2000年頃からで、普通科部隊では置き換えが完了している(但し儀仗用で保管されている場合を除く(例:第44普通科連隊)。方面特科部隊や方面衛生科など後方支援部隊などでは64式が使用され続けており、逐次計画により更新を待つ形となっている。現在では一般部隊の管理としては戦闘職種において有事などで増員された際の予備火器や狙撃用として、方面隊の管轄では海外派遣時に89式を貸し出した部隊への補充用の他には有事の際に招集される予備自衛官向けの予備兵器として補給処に保管されている。
小銃の主な運用法に防御戦闘を想定する航空自衛隊および海上自衛隊では、当面の間、陸上自衛隊から移管された64式が使われ続ける。航空自衛隊は開けた基地の警備をする都合上長射程を好むため5.56mmより射程が長い7.62mmの64式の使用を続けている。
| 先代 M1騎銃 7.62mm小銃M1 九九式小銃 | 自衛隊制式小銃 1964-現在 | 次代 89式5.56mm小銃 |

## 模擬銃・模造銃
発砲や銃本体の機構の操作を伴わない訓練用に、外形のみを合成樹脂(俗にいう“ゴム製”)で型取り複製した模擬銃モデル(英語では「ブルーガン(Blue Gun)」や「ラバー・ダック」と呼ぶ)も存在する。

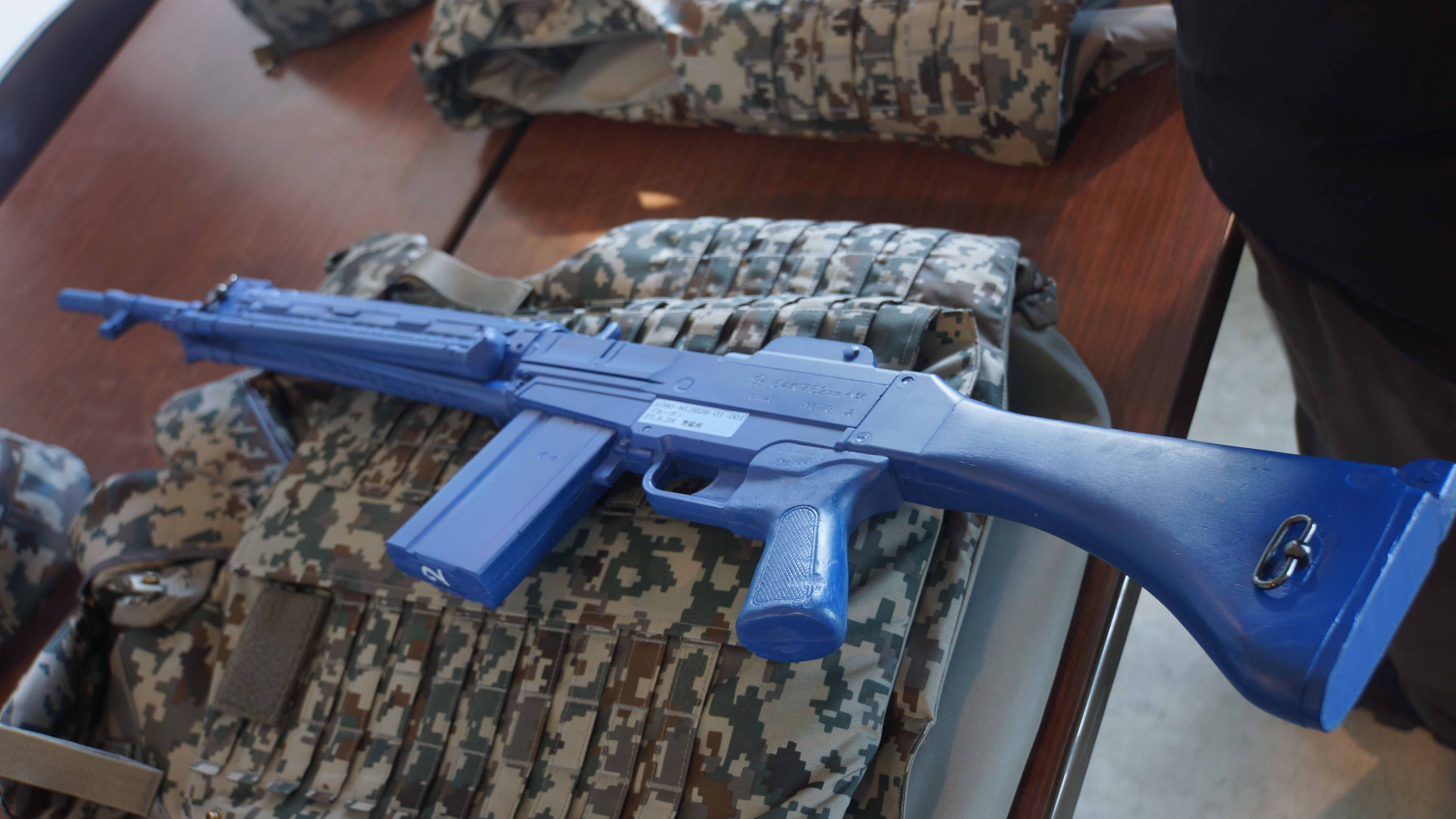
64式小銃のラバーダック 航空自衛隊饗庭野分屯基地での展示品(2015年11月28日撮影)
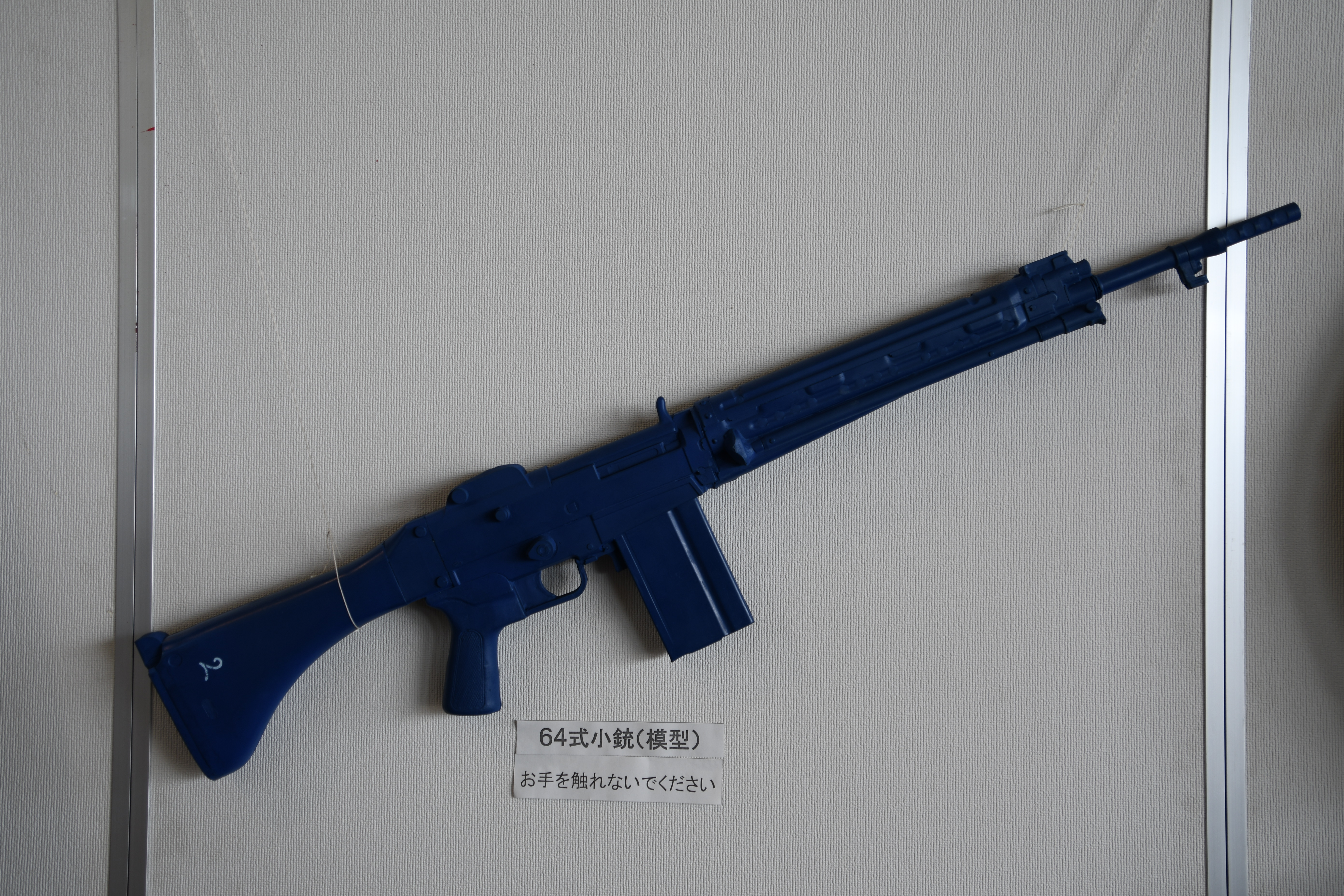
64式小銃(模型) 饗庭野分屯基地の展示品(2018年10月24日撮影)

自衛隊公式のもの以外では、民間で映像撮影用に作られた発火可能なモデルガン(プロップガン)があり、映像用小道具を手掛ける金属造形加工会社である戸井田工業が『フランケンシュタインの怪獣 サンダ対ガイラ』および『皇帝のいない八月』に際して製作・量産した個体が『戦国自衛隊』を始めとしてその後の日本の映像作品で数多く用いられていた。

## 遊戯銃

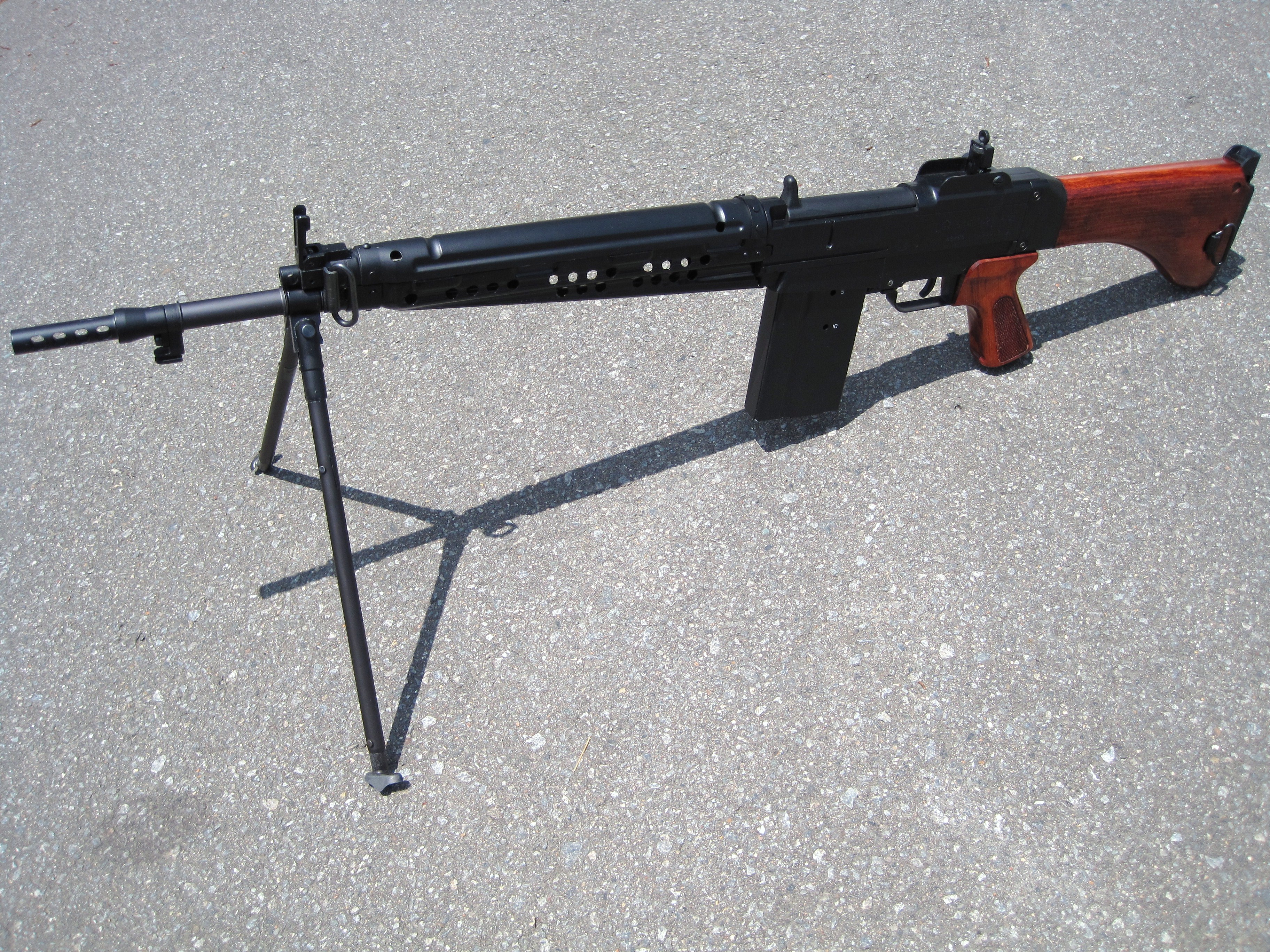
TOP製電動ガン

TOP JAPAN製「六四式小銃」
1994年発売。後述のS&Tが「TYPE64」を販売を行うまでは、唯一の64式小銃型エアソフトガンであった。販売終了後に在庫が限定発売されたこともあったが、2018年現在では絶版となっている。
握把と銃床がプラスチックのスタンダードバージョンと、陸海空自衛隊それぞれの刻印違いで握把と銃床が木製のデラックスバージョン、照準眼鏡(スナイパースコープ)と専用アルミマウントベース、革製頬当て(チークパッド)が付属した狙撃銃仕様が販売されていた。
主要部品は亜鉛ダイキャスト製、レシーバーはアルミダイキャスト、スチール製バイポッドであり、ハンドガードはスチールプレスを採用した。槓桿の一部、尾筒おおいは一体整形で、バッテリーやギアがあるために握把と銃床が実物よりも太いなど、外観に若干のアレンジがある。
映画『宣戦布告』ではプロップガンとして使用された。
ホビーフィックス製「六四式小銃」
1994年発売。内部構造も再現したダミーカート仕様モデルガン。
抽筒子バネなど一部再現されていない構造もあるとされる。
流通量が少なく、オークションなどに出品された際には価格が高騰する場合が多いため、ホビーフィックス社がYahoo!オークションにて独自に販売の受付を行っていた。元自衛官が、現役時代を懐かしんで購入する例が多かったとされる。
S&T製「TYPE64」
2014年発売。香港のエアソフトガンメーカー、S&Tが販売している電動ガン。2014年9月頃に同年11月発売予定とし、12月末に販売を開始した。
外観は細部に違いがみられるものの、前述のTOPのもののコピーである。一方でメカボックスはTOP独自のふいご方式ではなく、東京マルイのものに準じている。他、TOPのものと異なり、銃左側面にある豊和工業のマークが変更されている。
2016年10月中旬発売のロットより、銃床の左右非対称化や切り替えレバーを実銃と同様に引っ張って回す方式へと変更されるなど、より実銃に近い仕様へと改良が行われた。また、初期ロット購入者向けに銃床や切り替えレバー単品の販売もそれぞれ開始された。S&Tは他にも専用のマウントベースや専用マガジンの販売も行っている。
このほか、すてんがん工廠が東京マルイのG3A3、もしくはSG/1を64式小銃様の外観に改造する外装キットである「想定64式小銃」や、64式用銃剣をモデル化した「六四式小銃用カナ銃剣」と鞘「64式銃剣用鞘」を手掛けている。